# イアン筒井
イアン筒井（イアンつつい、1965年5月9日 - ）は、日本の作家、クリエイティブディレクター、デザイナー、教育者、発明家。株式会社ヌールエ デザイン総合研究所代表。

## プロフィール
東京都江戸川区出身。動物かんきょう会議プロジェクト創設者（The Animal Conference on the Environment Project）、原作者、総合プロデューサー。動物になって考えることで既成概念の枠をはずし、自由でクリエイティブな発想ができる人材の育成を進めている。

## 著作
- 『人が死なない自動車 nurue』（1991年）
- 『POSTCAN』（1994年）
- 『バベル遊戯』（1994年）
- 『聖杯遊戯』（1995年）
- 『ウォーホールの茶壺』（1995年）
- 『Maria Vision - マリア出現』３部作（ソニー・ミュージックエンタテインメント 1999年）
- 『i debut/アイ・デビュー』（2000）
- 『動物かんきょう会議』絵本シリーズ（発行：ヌールエ 発売：太郎次郎社エディタス 2002年）
- 『mejiroBALL』地域コミュニティ文庫Vol.01-04（2003）
- 『目白バ・ロック音楽祭』第一幕 アートディレクション＆総合プロデュース（2005年 - 2008年）
- 『四葉のクローバーはなぜ幸せか？』（2009年）
- 『のら猫クロッチ』総合プロデュース（2007年）
- 『動物かんきょう会議』アニメシリーズ（NHK Eテレ 日中共同制作作品 2010年）
- 『〆キャラ』（2015年）
- 『せかい動物かんきょう会議メソッド』（2015年）
- 『キャラクターラー二ングメソッド』（2017年）
- 『JOMON LOHAS』（2018年）
- 『KROCCHI』総合プロデュース（2018年）
- 『i debut XR』（2020年）
- 『Animal SDGs』（2021年）
- 『どうぶつに聞いてみた』（発行：ヌールエ 発売：太郎次郎社エディタス 2024年）
- 『Ask the Animals』（発行：ヌールエ　英語版　2024年）

## 著書
- 動物かんきょう会議 第1巻「動物たちの地球会議はじまる！」（太郎次郎社エディタス ISBN 978-4-8118-5001-6、2004年）
- 動物かんきょう会議 第2巻「発明で解決！ゴミ問題」（太郎次郎社エディタス ISBN 978-4-8118-5002-3、2004年）
- 動物かんきょう会議 第3巻「超マイカー宣言」（太郎次郎社エディタス ISBN 978-4-8118-5003-0、2004年）
- 動物かんきょう会議 第4巻「つくろうよ！未来のエネルギー」（太郎次郎社エディタス ISBN 978-4-8118-5004-7、2005年）
- mejiroBALL Vol.01「バルとは盛大なる舞踏会」（2003年）
- mejiroBALL Vol.02「目白バ・ロック音楽祭」（2005年）
- mejiroBALL Vol.03「第2回目白バ・ロック音楽祭」（2006年）
- mejiroBALL Vol.04「第3回目白バ・ロック音楽祭」（2007年）
- The Animal Conference on the Environment Projectアクティビティガイドブック（2015年）
- Animal SDGs「動物が語るSDGs」コンセプトブック（ヌールエ 2021年）
- 新版「プロデューサーシップのすすめ」（紫洲書院　2023年）
- 「せかい！動物かんきょう会議　入門ガイド１」（ヌールエ　2024年）
- 「どうぶつに聞いてみた / アニマルSDGs」（太郎次郎社エディタス ISBN 978-4-8118-5011-5、2024年）
- 「Ask the Animals / AnimalSDGs 」（Amazon-book ISBN 978-4-9098-9615-5、2024年）

## 表彰
- 本田技術研究所 HONDA R&D 創立30周年記念VISION21『入選』（1991年）
- 山形グリーンデザインコンペ準入選（1992年）
- デザインフォーラム94入選（1994年）
- 静岡国際茶器デザインコンペ『優秀賞』（1995年）
- 第6回まちづくり三鷹ビジネスモデルコンテスト『しんきん産業活性化賞』（2006年）[3]
- TCMアワード2007『静止画部門 奨励賞』（2007年）[4]
- 東京国際映画祭TIFFCOM/TPB2008《作品選抜》（2008年）
- 第8回新宿区優良企業表彰『地域貢献賞』（2008年）[5]
- 第17回地球環境映像祭『子どもアースビジョン賞』（2011年）[6]
- 第2回ESD環境学習モデルプログラム選抜（2015年）[7]
- 第11回キッズデザイン賞『優秀賞・消費者担当大臣賞』（2017年）[8]
- 第3回東京都アニメピッチグランプリ上位入賞『KROCCHI the Street Cat』（2018年）[9]

## 出演
- J-WAVE LOHASTALK『動物に聞いてみた アニマルSDGs 』（2025年）
- J-WAVE LOHASTALK『AnimalSDGs 動物から人間へ　未来へのメッセージ』（2022年）[10]